# Jürg Bruggmann
Jürg Bruggmann (Sulgen, 1 oktober 1960) is een voormalig Zwitsers wielrenner.

## Belangrijkste overwinningen
1981
- Zwitsers kampioen op de weg, Amateurs

1982
- Giro del Mendrisiotto
- Zwitsers kampioen op de weg, Amateurs

1984
- 17e etappe Giro d'Italia

1990
- 1e etappe Schwanenbrau Cup

## Resultaten in voornaamste wedstrijden
| Jaar | Ronde van Vlaanderen | Rund um den Henninger-Turm |
| ---- | -------------------- | -------------------------- |
| 1985 |                      | 9e                         |
| 1986 |                      | 8e                         |
| 1990 | 65e                  |                            |